# Penne (folklore)
Pour les articles homonymes, voir Penne.

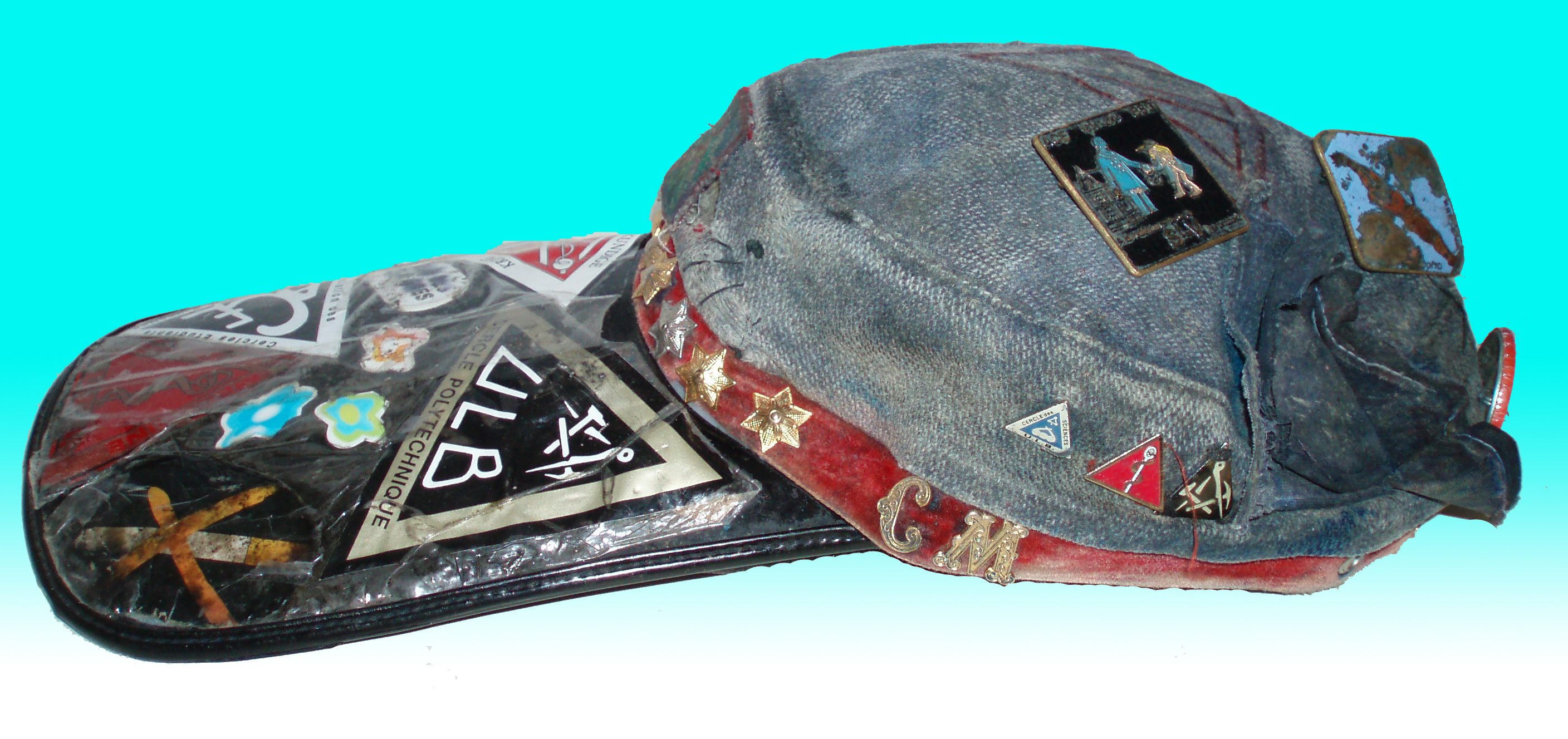
Penne d'un étudiant du cercle de médecine de l'ULB (baptisé en 1999)

La penne est la coiffe traditionnelle et folklorique des étudiants belges des universités non catholiques (d'État comme l'ULiège et l'UMons, ou libre comme l'ULB et la VUB) ainsi que de plusieurs hautes écoles et écoles supérieures des arts en Belgique (à Liège, à Namur et à Charleroi, y compris dans les établissements catholiques).
Bien que la penne soit considérée comme un élément traditionnel porteur d'une grande signification symbolique, tant les traditions que leur symbolique varient de faculté en faculté et d'université en université.
La penne est indissociable du baptême et du cercle étudiant qui l'a administré. Ce cercle est fortement lié à une faculté ou à une section de faculté. Le corps professoral de chaque faculté a fréquemment été baptisé ou baptiste (ou farouchement anti-baptême) en d'autres temps. Toutes ces notions tendent à se télescoper. On ne peut parler de la penne sans parler de cercle, faculté et baptême estudiantin.

## Historique

### Origine
Elle serait apparue vers 1850 dans les internats de l'ULB. Les premières mentions de ce couvre-chef à Liège datent des années 1860.
Plusieurs interprétations de son origine et de sa signification existent : 
- la casquette, emblème à l'époque des gens du peuple, permet à l'étudiant de marquer son indépendance par rapport à la bourgeoisie (dont l'étudiant est bien souvent issu lui-même)[2];
- une interprétation nous vient du bibliothécaire de l'ULg Eugène Polain: « Leur costume, nous-dit-il, le jour de sortie, était très curieux : en 1869 [1867 ndlr], lors de la célébration du 50e de l’Université : ils avaient quelque peu copié le costume des universitaires allemands et portaient le pantalon blanc, une veste assez courte et fort étriquée. Ils avaient comme coiffure une petite casquette étroite avec une petite visière entoile cirée. »[2]
- d'autres[Qui ?] considèrent que la penne ayant été créée en opposition à la calotte, la longue visière de cette casquette sert à protéger nos yeux du regard de Dieu. Cette interprétation est cependant soumise à polémique, la calotte ayant été créée en 1895, donc postérieurement à la penne[3]. Cela dit les étudiants portant la penne étaient souvent athées voire anticléricaux.
- on trouve aussi quelques sources qui font référence, en tout cas pour les pennes noires de Polytechnique, aux casquettes portées au XVIIIe siècle par les mineurs, les métallurgistes et les cheminots[réf. nécessaire].

### Évolution
À l'époque de son apparition à Liège, elle est décrite comme une « casquette étroite en drap avec visière en toile cirée ». Elle était alors verte, couleur également de l’ULg, bien qu'il ne soit pas possible de déterminer dans quel sens s'est fait influence. 20 ans plus tard, la casquette est clairement devenue commune chez les étudiants. Les couleurs se sont, alors, multipliées: le vert pour les étudiants en médecine, le blanc pour les juristes et les philosophes et le noir ou le bleu chez les étudiants des Mines.
Jusqu'en 1926 à l'ULB, les pennes arboraient toutes un ruban vert et rouge (couleurs de Bruxelles). L'assemblée générale des étudiants de l'ULB, voulait se différencier des étudiants d'autres écoles. Même les élèves de l'enseignement secondaire portaient une penne, comme en témoignent les fresques de l'Athénée Solvay de Charleroi. Elle instaure donc le code de couleurs des bordereaux distinguant les facultés. L'écusson de l'ULB et l'insigne facultaire sont alors également ajoutés aux pennes
La visière s’est progressivement allongée pour atteindre ses dimensions actuelles au cours des années 1970.

### Appellations
À l'origine à Liège, le couvre-chef est simplement appelé casquette. À partir de 1908, le mot d'origine wallonne penne signifiant visière s'étend à l'ensemble du chapeau. L'évolution est probablement la même à l'ULB mais cela demande confirmation.[style à revoir]
En 1912, La revue estudiantine Viens-y-Philis !! de l’Association des étudiants en médecine de Liège voit apparaître le terme crapuleuse (du grec kraipalê et du latin crapula signifiant ivresse) qui sera utilisé jusqu'à la Seconde Guerre mondiale dans la cité ardente.
À l'ULB au début du XXe siècle, on utilisait également le terme de clippe pour désigner la penne, celui qui la porte étant un clippard

## Description
La penne se compose de quatre parties :
- le calot
- le bordereau
- le liseré
- la visière

Des similitudes et des différences notables entre universités et facultés compliquent grandement la description de ces trois pièces.

### Le calot
Il s’agit de la pièce de tissu recouvrant le crâne. Sur son sommet est fréquemment inscrit le nom de l'université ou de l'école supérieure. Sa couleur de départ varie selon les facultés et les universités et peut par la suite être altérée par les produits utilisés lors des baptêmes (bleu de méthylène, mélasse de betteraves, etc.).
On y accroche toutes sortes d'insignes, symboles et décorations ; notamment le symbole facultaire. Ce symbole peut être classique (Bâton d'Asclépios, souvent appelé erronément caducée) pour la médecine, couronne de laurier pour les sciences politiques...) ou inattendu (serpent enlaçant une flèche entre deux éclairs pour la psycho, au lieu de la lettre grecque (Ψ) à laquelle on s'attendrait).
L’UCL possède un système particulièrement élaboré de symboles sous forme de petites broches en métal doré à placer sur les calottes, qui n'est repris que partiellement sur les pennes.
Une penne porte fréquemment des objets ordinaires (voir photo) ayant une signification particulière pour l'étudiant. Il est sous-entendu que des pennes portant des objets semblables (pompon, plaquette de contraceptif...) indiquent une communauté d'expérience chez leurs porteurs (participation aux mêmes évènements, accidents semblables...)

#### À l'ULBet à laVUB
L’ULB et la VUB, son homologue néerlandophone, suivent les mêmes traditions.
Le calot est au départ de couleur beige clair (noir charbon pour les ingénieurs) et porte un large triangle brodé sur le sommet contenant les lettres ULB ou VUB dans la couleur facultaire. Un écusson en tissu représentant le symbole du cercle est cousu à l'avant du callot. Un insigne métallisé représentant le même symbole (ou un assimilé) est placé de l’autre côté, à l'arrière. Fréquemment, cet insigne permet de distinguer les étudiants de départements différents (par exemple Chimie versus Mathématiques) qui appartiennent à la même faculté (la Faculté des sciences dans notre exemple).

Après la bleusaille de son propriétaire, la date du baptême est écrite (ou cousue) sur le côté droit ou à l'arrière avec d'éventuels détails cérémonials (Baptisé versus Accueilli, Tondu, Picraté). 

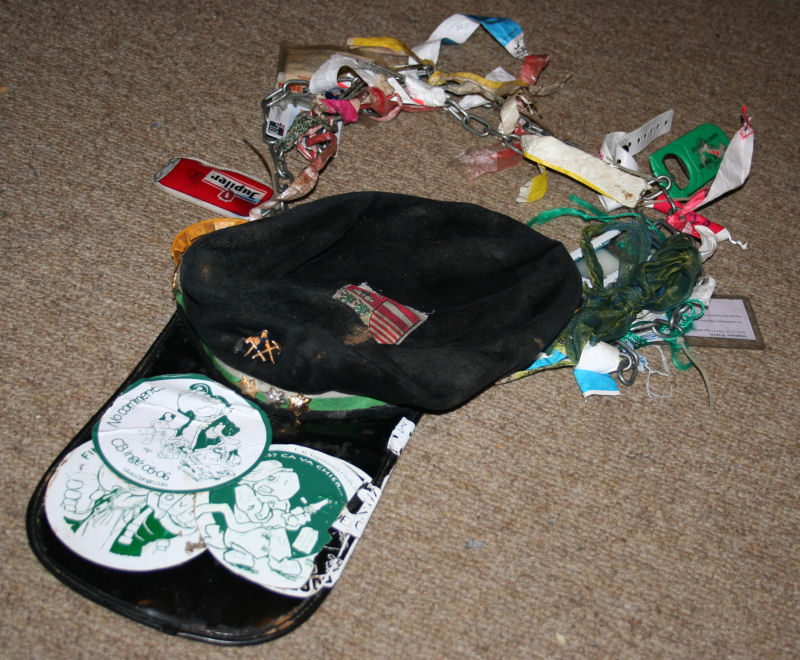
Penne Ingénieur Civil de l'Ulg

L'ULB et la VUB se distingue également par les médailles de Saint-Verhaegen, éditées chaque année pour la date anniversaire de l'université. Ses médailles font l’objet de collections, même longtemps après que l’étudiant a quitté l’université.

#### À Liège
À Liège (à l'exception de la faculté de médecine vétérinaire), les baptisés cousent un morceau de tissu représentant le blason de la Province de Liège. L’insigne métallisé représentant le symbole de la faculté est placé à l'avant de la penne en faculté de médecine vétérinaire, à la droite de l'insigne représentant le perron, sur le calot au-dessus du ruban, pour les autres.

#### À Mons

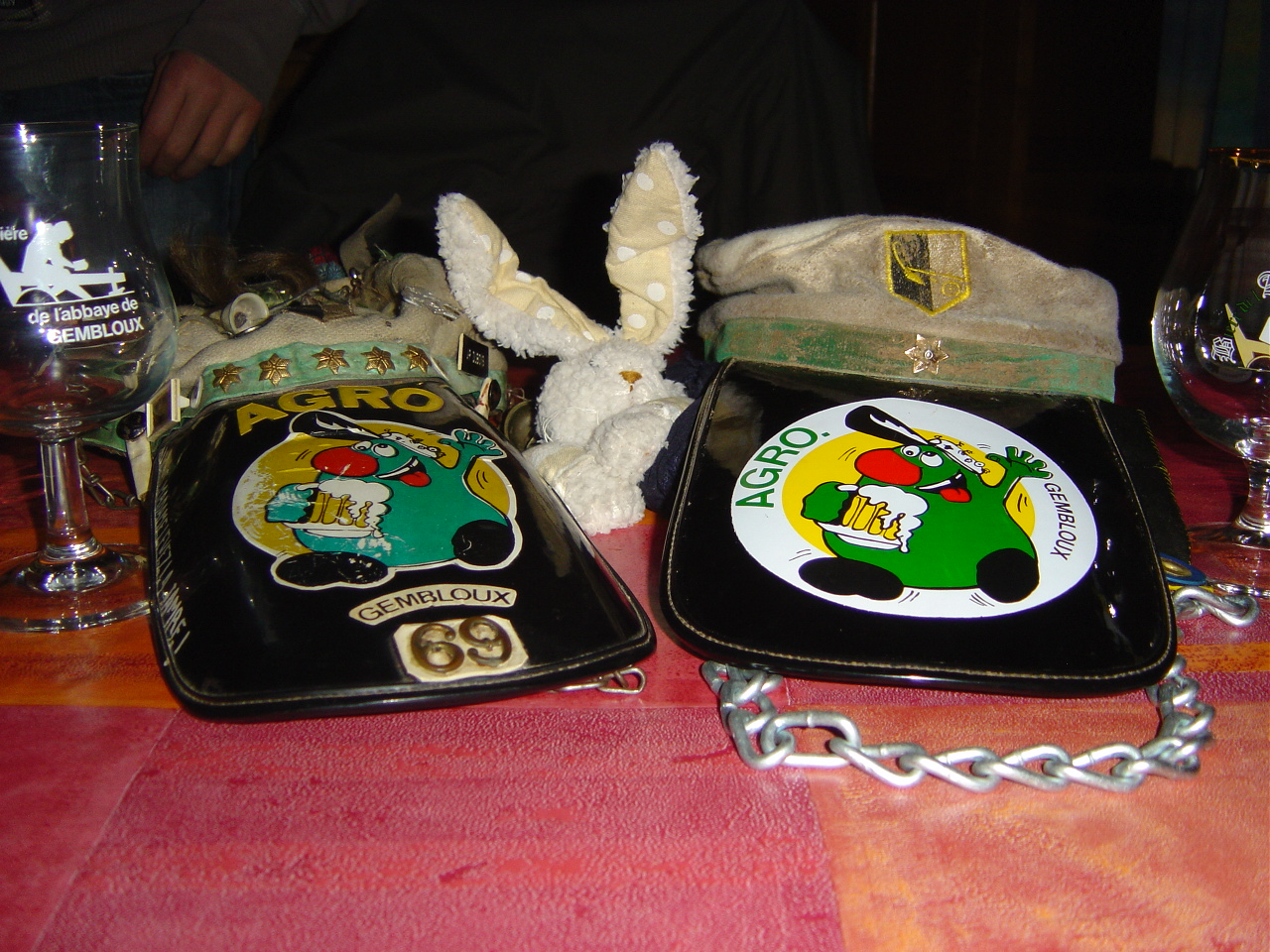
Pennes FUSAGx (1976 & 2009)

À l'exception des étudiants de la Faculté Warocqué sur la penne desquels est cousu le logo de leur cercle (La penne wawa, a un calot noir (rappelant les ingénieurs des mines, un liseré rouge (pour mons), un bordereau bleu (pour la faculté de gestion) et le symbole cousu représente les ailes croisées de mercure le dieu du commerce)., les calots montois sont généralement de couleurs unies et sobres. Autre dérogation à cette règle, chez les étudiants de l'Institut d'architecture dont le calot s'orne du fameux triangle reprenant le "A" pour Archi et le "M" pour Mons, ainsi que du logo des étudiants en architecture représentant des outils de dessin.
Les étudiants de l'UCL Mons (Fucam-Consule) portent une penne à courte visière, pour laquelle le folklore d'attribution est pareil aux autres facultés du folklore de la penne, mais étant inscrit à une université obédience catholique leur couvre chef est parfois appelé calotte, le plus souvent penne consulaire.

#### À Gembloux
À Gembloux, les pennes sont de couleur blanche à bande verte. Pour la faculté agronomique, le calot est brodé FAGx, et pour l'ISIa il est brodé ISI. En tête du calot, il y a un écusson représentant une charrue et quelquefois un ou deux autres ornements. L'ancienne tradition qui consistait à orner la penne avec différents éléments liés aux orientations des études et à divers événements de la vie du guindailleur a évolué vers la collection de ces objets accrochés directement aux maillons de la chaîne d'attache.

#### À Arlon
À Arlon, les pennes sont de couleur noir à bande verte et blanche. Pour les deux Hautes Écoles d'Arlon, la Haute École Robert Schuman (HERS) et la Haute Blaise Pascal (HEBP), il est brodé ISI en tête du calot. Il est de coutume d'orner sa penne avec les décorations et la chaine avec les trophées de guindaille.
Contrairement aux autres grandes villes belges comprenant plus d'une haute école, la ville d'Arlon n'a qu'un seul comité de baptême pour deux Hautes écoles.

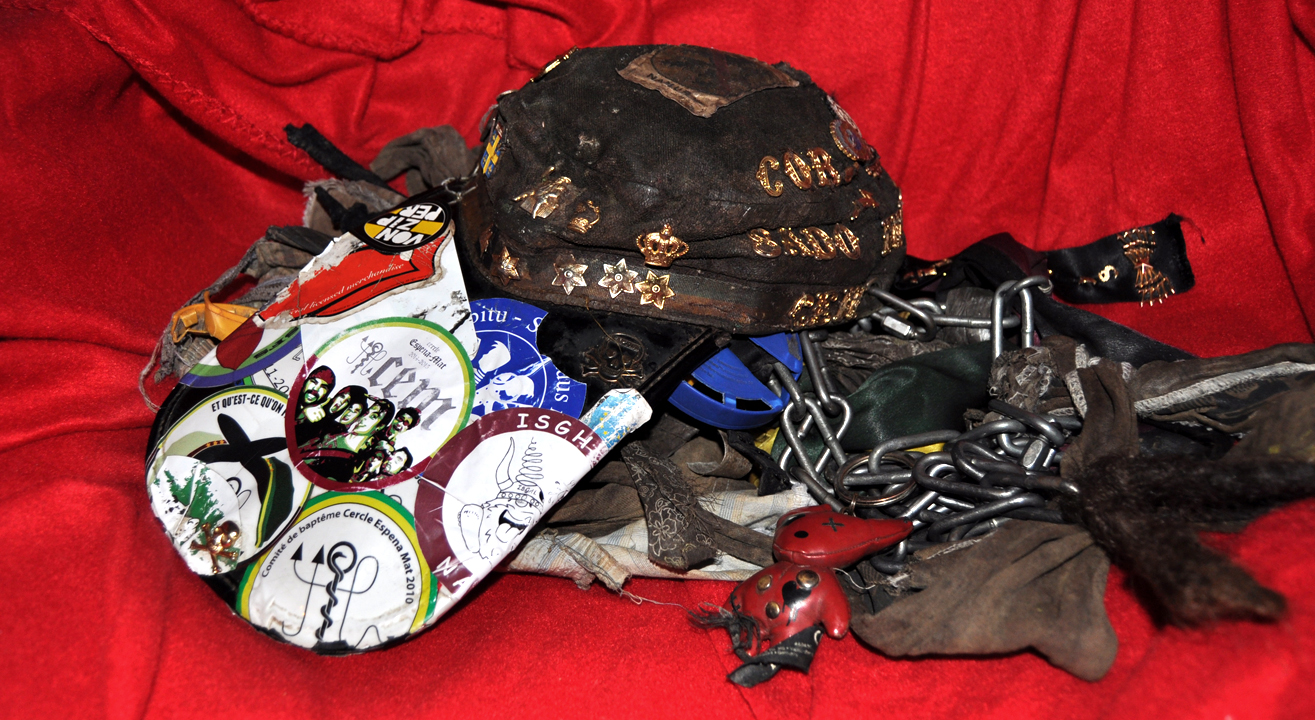
Penne du Cercle Espena-Mat (ici, penne Espena)

#### À Namur
À Namur il y a 7 pennes différentes. Les couleurs de calots dépendent des Hautes Écoles qu'elles représentent. Les premières proviennent du Cercle Espena-Mat (Albert Jacquard et le secteur Maternité de la Haute École provinciale de Namur ) qui sont blanches pour la MATernité et vertes pour l'ESPENA. Certains y cousent le blason de la ville de Namur sur le sommet du calot. S'ensuivent ensuite les pennes grises de l'école des infirmiers (Ste Beth), les "lie de vin" de l'école hôtelière (ISGH), les bleues de l'école sociale (ISFS), les noires de l'IESN (les lettres étant brodées sur le dessus) et pour finir les rouges de l'IMEP (Institut de musique et de pédagogie).

#### À Charleroi
À Charleroi, il existe actuellement [Quand ?] 3 pennes et 2 calottes différentes. Comme dans beaucoup d'autres villes, les couleurs dépendent de l'école ou des études qu'elles représentent. Ainsi, on peut retrouver 3 cercles pennés : l'IPSMa (Institut Provincial Supérieur de Marcinelle) dont la penne est blanche à liseré jaune, l'ISIH (Institut Supérieur Industriel du Hainaut) dont la penne noire à liseré noir et le CECH (Cercle Étudiant Carolo de l’HELHA) (anciennement ISIC Charleroi) la pennes grises à liseré noir ou bleu roi avec le calot lie de vin   ; et 2 cercles calottés : la calotte avec le croisillon or et deuil, couleurs de la Ville de Fleurus pour l'ISC Fleurus (Institut Catholique Supérieur) et la calotte avec le croisillon azur sur argent de l'IESCA (Institut d'Enseignement Secondaire complémentaire Catholique). La calotte de l'IESCa porte ces couleurs, celles de l'Alma Mater de l'UCL, car elle est issue directement de celle-ci.
Il existe également une autre association étudiante, la VIGIE. Cette dernière, n'étant associée à aucun établissement scolaire supérieur, n'est pas reconnue par les autres associations de la région et d'ailleurs. Elle s'est dotée, sans concertation aucune des autres cercles baptismaux de la région, d'une penne blanche à liseré vert sur jaune.
On retrouve trois autre pennes à Charleroi, la penne noire à liseré bordeaux pour l'ISEC (Institut supérieur économique de Charleroi);la penne grise à lisere noir de l’ISIC; la penne de l’ESIPH. Ces dernier sont des cercle qui ne sont plus en activité.
Il existe aussi un comité de baptême estudiantin.

### La bande ou bordereau et liseré
Cette bande de tissu coloré fait le tour externe du calot et surplombe la visière. Sa couleur symbolise la faculté ou la section. On retrouve cette couleur sur les toges des comités de baptême (comité des fêtes à Mons) et comités de cercles estudiantins.
Y sont fixées sur le devant des étoiles ou boulons soit dorées, soit argentées représentant les années commencées ou recommencées. En cas de changement d'études, on place un bout de bordereau de la couleur de la nouvelle faculté en dessous des étoiles/boulons concernés et si l'étudiant a eu des années dites "de fossile" (non baptisé), on peut y placer un morceau noir.
Des lettres de cuivre représentant les initiales du nom du cercle et/ou du cercle régional sont fixées sur les tempes.
Il arrive qu'un bleu gagne un surnom lors de ses épreuves baptismales. Si surnom il y a, il est placé à l'arrière de la penne sous le symbole du cercle, plus par disponibilité de place que par tradition.

#### À l'ULBet à la VUB
Les initiales du cercle se trouvent fixées sur la tempe gauche, celles d'un éventuel cercle régional à droite. Les régionales n’étant pas des cercles baptistes, porter les deux types d’initiales est compatible et courant. À l'ULB, il est habituel d'inscrire son surnom à l'arrière. À la VUB, il n'y a le Vlaams RechtsGenootschap (cercle de droit flamand) et le Wetenschappelijke Kring (Cercle des sciences) qui obligent leurs bleus à indiquer leur éventuel surnom à l'arrière. Dans les autres cercles, c'est optionnel. Toutes les lettres sont dorées.

#### À Liège
- Sur le côté gauche du ruban l’insigne du Perron symbolisant la ville de Liège,
- Sur le côté droit, un insigne représentant le Torè symbolisant les étudiants
- Les lettres dorées relatives au Comité de baptême estudiantin sont placées un peu plus à l'arrière sur le côté droit du calot.

#### À Namur
Suivant les pennes, la ou les couleurs du liseré diffèrent et ce qui s'y trouve également, mais il y a dans tous les cas : 
- Les lettres du cercle de baptême (sauf pour l'IESN dont les lettres se trouvent sur le calot).
- L'année de baptême de l'étudiant.
- Le nombre d'années que celui-ci a fait (avant, pendant et après son baptême), symbolisé par les étoiles.
- la caracole, symbole de la ville de Namur.

Sur certaines pennes (ISFS notamment), le liseré ne fais pas entièrement le tour du calot, il peut s'arrêter au niveau des oreilles.

#### À Mons
Il n'existe pas de réelle convention concernant l'emplacement des différents symboles. On retrouve généralement des insignes symbolisant :
- Le cercle dont est issu l'étudiant, de manière picturale (caducée pour la Faculté de Médecine de Mons, compas-pioche-marteau pour la F.P.Ms, etc.) et écrit en toutes lettres;
- La régionale dont est issue l'étudiant (Singe montois, coq carolorégien, etc.);
- La promotion de l'étudiant, comptée depuis la fondation de la faculté à la F.P.Ms ou en années civiles partout ailleurs.

#### À Charleroi
On retrouve généralement, sur les pennes carolos, les insignes suivants : la lampe de mineur (symbolisant la région carolo), les initiales du cercle dont est issu l'étudiant ainsi que son année de baptême (soit par rapport à leur folklore, soit en année civile) au-dessus de la tempe gauche. On retrouve dans certains cercles, le surnom de l'étudiant penné à l'arrière  de son couvre-chef, sur le liseré.
Le choix et le placement du reste des insignes et autres décorations est généralement laissé à la libre appréciation du propriétaire. Ainsi, les insignes de fonctions ne se placent pas nécessairement au-dessus des années correspondantes. À noter qu'il y a un certain respect pour la signification des insignes placés par l'étudiant[pas clair] (par exemple, l'éléphant soulignera l'humour désopilant du propriétaire de la penne).
Ceci reste des généralités et ne s'appliquent pas à l'entièreté des étudiants pennés de Charleroi.

### La visière
La visière est une plaque de carton plastifiée surplombant les yeux. Comme on s'y attend, elle prend naissance sous la bande sur toute la largeur du front.
La taille de la visière est variable allant généralement de quelques centimètres à 18 cm. À l'origine il semblerait que visière était toujours de type court. À Liège, la taille de la visière est la même pour tous, et n'a donc et a comme symbolique le fait de permettre de par sa longueur à se cacher du regard de dieu.. La penne consulaire de l'UCL Mons (ex-FUCaM) est toujours courte.
Différents folklores entourent la symbolique de la taille de la visière. Certains éléments pragmatiques sont parfois avancés : une visière courte donnera un air d'autorité qui pourrait être recherché par les comitards et président de baptême, une visière longue protègera efficacement de la clash en baptême et des brouillards de bière en guindaille. À noter qu'une très longue visière s'avère généralement gênante et fragile et certains y voient donc la marque des débutants ou des prétentieux.
Si la taille de la visière le permet, elle est souvent recouverte d'autocollants. Du fait même que l’autocollant est une invention beaucoup plus récente que la penne, on trouve une grande diversité d’habitudes qui ne peuvent pas être vraiment qualifiées de tradition. Par exemple :
- Le plus souvent les autocollants n'ont d'autre signification que la sympathie interfacultaire au sein des étudiants baptisés.
- Parfois, les autocollants propres à la faculté de l'étudiant sont placés sur le haut de la visière et ceux des autres facultés se placent en dessous.
- Une tradition voudrait que la partie supérieure reprenne les cercles amis et la partie inférieure les cercles des amours du propriétaire.
- Quelquefois, ces autocollants servent à distinguer les étudiants ayant acquitté les frais d'une activité folklorique, et ayant donc le droit de se présenter à la pompe à bière. Les placer sur la visière de la penne (qu'aucun étudiant n'accepterait de prêter à un tiers !) assure une identification instantanée, ce qui accélère grandement les livraisons au bar. Par la suite, ces autocollants attestent de la présence de l'étudiant aux dites activités, ce qui augmente d'autant son prestige.
- À Gembloux Agro-Bio Tech (ex-FUSAGx), l'auto-collant qui orne la penne depuis de très nombreuses générations représente "le Cénobite", signe de ralliement de la grande famille gembloutoise ("Les Cénobites Tranquilles").

## Ornements
Une penne est un objet personnel. Il représente le parcours académique et folklorique de son porteur. Des objets s'y ajoutent, et parfois se perdent, donnant ainsi une vie et une identité à la penne. Il n'est donc pas étonnant que celle-ci soit parfois comparée à une carte d'identité.

### Chaîne et jugulaire
Un cordon ou une chaîne peut être attaché d'une tempe à l'autre. Son utilité première est d'empêcher que la penne ne s'envole par grand vent ou dans un milieu hostile.
Certains y voient également un symbole de la fraternité étudiante.
Les cordons peuvent être des jugulaires en plastique fournies par le chapelier, des cordes de différents calibres, voire des choses plus exotiques (fourragère en macramé...)
Les chaînes peuvent aller des fines mailles de cuivres utilisés pour les bijoux fantaisies jusqu'aux mailles d'un pouce en acier nickelé (essentiellement au GxABT, ex-FUSAGx de Gembloux). Les chaînes massives apportent un élément supplémentaire de sécurité : le port de la chaîne lourde, à l'ULiège comme à l'ULB, avait initialement pour but d'empêcher le vol de pennes par des guindailleurs d'autres régions. Au temps où les frictions entre pennés et calotins étaient encore fréquentes, les porteurs de calotte se rendant aux 24 heures-vélo de Louvain-la-Neuve avaient l'habitude de l'attacher à leur ceinture par un câble.
Certains écrits rapportent que le port de chaînes attachant la penne viendrait en fait des étudiants en médecine vétérinaire du quartier de Cureghem, réputé pour être malfamé à l'époque, et apportant ainsi une protection supplémentaire contre des attaques.
La jugulaire permet également de porter la penne au repos, c'est-à-dire sans la poser sur la tête. Les modes en ce domaine changent avec le temps et le lieu. Ainsi, l'ULB a actuellement tendance à la porter en sac à main, tandis qu'à l'Ulg on la portera en bandoulière, sur l'épaule ou, plus communément, sur le cœur.
On dit aussi parfois qu'il existe une autre raison folklorique aux chaines, qu'elles servent à frapper sur les bourgeois et les calotins. Il ne s'agit bien entendu que de folklore, en réalité il n'en est rien.

### Étoiles et boulons[9]
Il s'agit de petits ornements en cuivre (jaune dit doré) ou en cuivre anodisé (blanc dit argenté) fixés à la bande de couleur facultaire juste au-dessus de la visière.
Le boulon est la marque des facultés et instituts d'ingénieurs. Selon la tradition, il s'agirait au départ d'authentiques boulons ramassés sur un chantier par les étudiants ingénieurs. Dans le milieu de la construction, les matériaux anodisés ont une durée de vie et un coût plus élevés que ceux en cuivre simple, d'où une valeur symbolique plus grande accordée à l'argenté qu'au doré.
L'étoile porte six branches et ressemble dans sa forme à l'étoile de David. Certains y voient parfois un symbole maçonnique d'équilibre entre le corps et l'esprit.
Chaque étoile/boulon représente une année d'étude. Les étoiles dorées et les boulons argentés représentent les années entamées pour la première fois (réussies ou en cours), tandis que les étoiles argentées et les boulons dorés représentent les années doublées ou triplées (éventuellement en cours). Il existe aussi les étoiles rouges signifiant une année d'étude passée à l'étranger mais celles-ci sont peu fréquemment utilisées.
Le parcours académique se lit de gauche à droite, ce qui oblige les doubleurs à déplacer les étoiles argentées / boulons dorés à chaque début d'année.
Un bleu ou plus précisément un néo-poil de psycho portera donc une unique étoile dorée, tandis qu’un néo-poil de polytech portera un boulon argenté - vu que c'est leur première année et qu'ils ne la doublent pas. Un étudiant en droit doublant sa troisième année portera trois étoiles dorées et une étoile argentée.
Dans le cas de changement de faculté (ou de double inscription), une bande de couleur correspondant à la faculté adéquate sera placée sous les étoiles/boulons correspondants. Un étudiant ayant doublé sa première baccalauréat (ex-candidature) en science avant d'entamer polytechnique portera ainsi une étoile dorée et une étoile argentée sur une bande mauve et un boulon argenté sur un morceau de bande noire.
Un titulaire d'un master (ex-licence) devrait théoriquement terminer ses études avec cinq étoiles dorées (ou boulons argentés); un bachelier avec trois; un docteur en médecine avec sept. Cependant, les licences spéciales, diplôme d'études approfondies (DEA), doctorats, agrégation, master supplémentaire, spécialisations et autres formations supérieures annexes amènent également leurs étoiles et boulons.
On considère généralement qu'un grand nombre d'étoiles/boulons (ce qu’on appelle une constellation) marque une sagesse accumulée par la longue expérience. A contrario, un poil ou une plume ne portant que deux étoiles (ou pire : une de chaque couleur) aura tout à prouver.
Certains cercles étudiants n'accordent aucun poste en dessous de trois étoiles, pas même dans le comité de baptême. Un président de cercle ou de baptême est souvent snobé s'il n'a pas au moins quatre étoiles. Au-delà de cinq étoiles, on parle parfois de vieilles bêtes. Cependant, le nombre croissant de multi-doubleurs revendiquant le même respect amoindrit considérablement cette tradition. On a vu d'éternels guindailleurs s'inscrire à des formations sans les suivre dans le seul but d'ajouter de l'or à leur penne.

### Lettres-Initiales
Ce sont des lettres de l'alphabet en cuivre fichées dans la bande de part et d'autre des étoiles, voire sur l'occiput dans certains cas.
Ces lettres symbolisent l'appartenance à un groupe ou à une identité particulière, tel que faculté ou institut, cercle régional, groupuscule de guindaille, surnom, honneur particulier.
Il arrive que les membres dissidents dans ces groupes portent les lettres à l'envers pour marquer leur désaccord : CM devient WC, CE devient ЭE. NB : ce dernier cas est particulier dans la mesure où la dissidence du Cercle des sciences économiques de l'ULB est devenue le groupe majoritaire depuis des années, tous les membres portant les lettres ЭE.

#### Faculté et institut
Les initiales de la faculté ou de l'institut supérieur - ou plus exactement des cercles estudiantins qui les représentent - sont portées sur la tempe gauche (soit la droite de l'observateur). Dans le cas d'un changement de faculté, il est permis de placer les initiales de chaque côté.
Les initiales sont posées sur la bande. La couleur de la bande et le tissu qui la compose varient en fonction de la faculté ou de la section dont dépend le cercle. Cette bande fait le tour de la penne. Toutes les autres initiales sont donc posées dessus.
Un changement de faculté entraine un changement des couleurs : les initiales des cercles présents et passés doivent être posées sur leurs couleurs respectives. Il est courant de laisser les anciennes couleurs en place et de ne poser qu'un morceau de la bande de la nouvelle faculté. Symboliquement, c'est une reconnaissance pour le cercle étudiant ayant effectivement baptisé le porteur de la penne. Pragmatiquement, désosser une penne pour en changer la bande est une procédure laborieuse qui sera peut-être inutile s'il y a à nouveau changement de faculté. Une telle transformation est très rare car elle est l'apanage d'un "double bleu" qui s'est fait baptiser une deuxième fois dans sa faculté d'adoption.
Dans certaines facultés de l'ULg, bien que portées par des étudiants baptisés par un même comité de baptême, certaines pennes ont des rubans de couleurs différentes, et des insignes différents, en fonction de la section de l'étudiant (en facultés de sciences, droit, ou philo et lettres par exemple).

#### Cercle régional
Les initiales de la Régionale sont généralement fixées sur la tempe droite. Cependant, certaines régionales particulièrement militantes les ont parfois mises à gauche, indiquant ainsi que le cercle facultaire est secondaire à leur "Nation" (appartenance géographique).

### Bannières
Sous ce vocable sont regroupées toutes pièces de tissus fixés à la penne pour rappeler une victoire ou un événement. Elle peut se présenter sous plusieurs formes :
- bande de couleur, marquant l'appartenance au service de sécurité de la Saint-Verhaegen (la couleur change chaque année)
- morceau de vêtement, reçu ou arraché lors d'un baptême que l'on a apprécié
- slip ou caleçon, soit déchiré lors d'un rite dit "Luigi" ou "auto-Luigi", soit reçu/volé à un(e) partenaire sexuel(le) lors d'une guindaille  [11]
- soutien-gorge, reçu ou ramassé lors d'un baptême ou d'une guindaille.

## Récapitulatif des caractéristiques locales

### ULB
Ci-dessous les caractéristiques spécifiques des pennes de l'ULB en fonction des différents cercles et régionales.

### VUB
Ci-dessous les caractéristiques spécifiques des pennes de la VUB en fonction des différents cercles et régionales.

### Liège
Ci-dessous les caractéristiques spécifiques des pennes de Liège en fonction des différents comités de baptême. À l'exception de la Faculté de médecine vétérinaire, et de la Grand-ducale (GDL) qui est membre d'honneur, les autres comités de baptême sont ou ont été membres de l'AGEL.

## Traditions liées à la penne
- Dépucelage: lorsqu'au terme de son baptême, le bleu reçoit sa penne, il ne peut la coiffer tout de suite. Elle doit en effet d'abord être dépucelée. Le rituel consiste à percer un trou sur la face intérieure du calot (parfois, notamment à Liège, à travers toute l'épaisseur de celui-ci) avec une cigarette (ou un briquet) puis à la remplir de bière (parfois versée directement sur la visière) qui devra alors être bue en à-fond par le nouveau baptisé avant qu'on ne lui ne retourne la penne sur sa tête avec le contenu restant. À Liège, Namur et à Charleroi, le "dépuceleur" ajoutera à la bière toute autre substance qu'il considère utile (urine, vomi...). La cérémonie est généralement accomplie par le(s) parrain(s) du bleu voire, comme c'est parfois le cas à l'ULB, par un comitard de baptême. Porter une penne neuve dans laquelle on a versé un liquide a l'avantage de former le couvre-chef à son porteur. C'est donc autant un acte d'appropriation qu'une « retouche » du vêtement[13].
- Rachat: à l'ULB, à Liège ainsi qu'à Namur, Mons et à Charleroi, lorsqu'une penne a été égarée, son propriétaire peut la racheter auprès de celui qui l'aurait retrouvée en à-fonnant un certain nombre de bières correspondant au nombre d'étoiles présentes sur le bordereau et aux fonctions exercées par le distrait. Un vol de penne ne permet pas d'exiger un rachat. De même, une penne n'est pas réputée perdue quand elle repose dans le cercle du propriétaire[11].
- Penne sur le cœur: il est de tradition de se découvrir et de poser sa penne sur le cœur lorsque sont entonnés certains chants ou cris comme Le Semeur, le Valeureux Liégeois, le Lied van geen taal, le Chant des étudiants wallons, les chants de cercle, les chants facultaires, de régionale, de guilde...
- Manières de la porter: si les étudiants montois, bruxellois et carolos portent en général la penne simplement sur la tête, à Liège, la majorité des étudiants la laissent en général pendre sur le cœur, tenue par les chaînes. Les vétérinaires de Cureghem préfèrent la porter sur l'épaule. 
A Gembloux, la penne est arborée de différentes façons (sur la tête, autour du cou ou en bandoulière) mais aussi sur l'épaule gauche (côté cœur) lorsqu'on entonne "le chant de Gembloux" et "penne en arrière" pour le traditionnel "légionnaire".
- Étudiant jadere : dans de rares situations où l'étudiant veut exprimer la folie ou un handicap mental (par exemple pendant le chant "la balade du mutant" ou le chant de la fac de Psycho de l'ULg), la penne peut être posé inversé sur la tête, l'intérieur au-dessus et l'extérieur sur le cuir chevelu. Le terme viendrait d'un slogan de l'opération 11.11.11 : " 11.11.11 j'adhère !".

## Pennes particulières et dérivés

### Le Béret d'Art
Le béret d’art est un couvre chef porté par les étudiants de Saint Luc liège (Comité Beaux-Arts). On peut la qualifier de penne faluché dans la forme du couvre chef.
Celui-ci fut créé en 1997 lorsque le président du CBA (et également président de l’AGES cette année-là) décida de quitter l’AGES pour devenir un comité indépendant.
De ce fait, l’AGES interdit le port de la penne grise au comité CBA.
Le CBA dut alors trouver une alternative à la penne et c’est lors d’une exposition sur le thème du folklore liégeois que l’alternative fut trouvée, celui-ci fut inspiré du béret de gala de l’Académie des beaux arts, couvre chefs des années 1940 qui donnera la base du futur béret d’art.
Le CBA se rendit chez une commerçante spécialisée dans la confection de couvre-chef de la rue Saint Gilles à Liège afin de réaliser un prototype. Celui sera néanmoins modifié d’une visière plus longue que l’original des années 1940 mais un peu plus courte que la penne liégeoise.
Le prototype étant concluant, le béret d’art était né.
Depuis 2002 le béret d’art est dorénavant confectionné à Bruxelles à la Maison de la Casquette mais garde les caractéristiques d’origine.

### La Penne consulaire

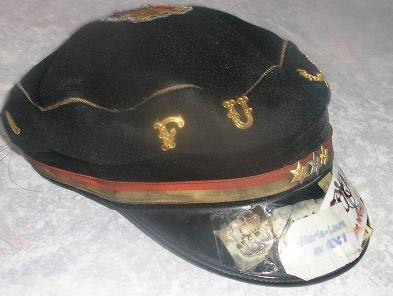
Penne Consulaire

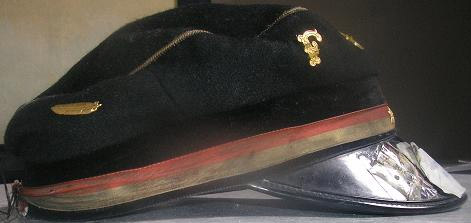
Penne Consulaire (de côté)

Considérée comme une calotte pennée, il s'agit d'une penne à visière courte mais, dont la configuration du calot est similaire à la calotte. La penne consulaire est portée par les étudiants de l'UCL Mons (ex-FUCaM). Ils sont dès lors qualifiés de calotins par les pennés, cependant un bon nombre de calotins les considèrent comme pennés… Les couleurs rouges et blanches de la bande rappellent celles de la ville de Mons.

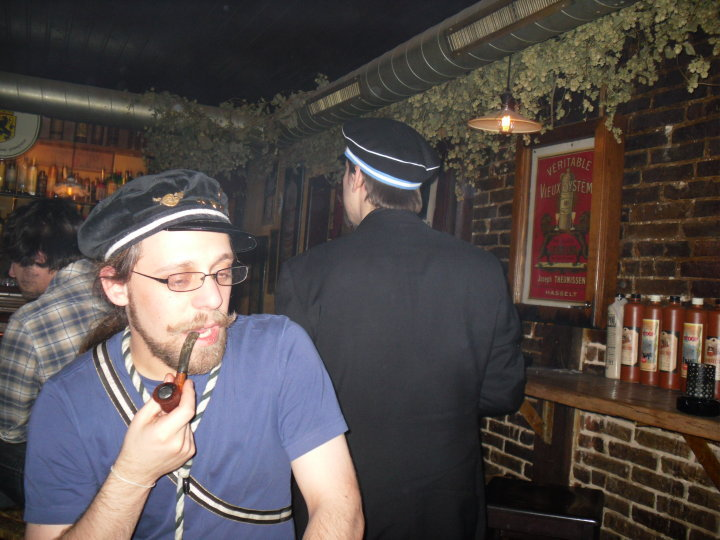
Deux "petten" traditionnelles à Gand

Elle est d'origine allemande Couleur (de), et elle a une histoire notoire en Belgique. Elle fut importée, avec d' autres traditions étudiantes allemandes, au début du XXe siècle et abandonnée par beaucoup de sociétés après la Première Guerre mondiale. Dans les universités flamandes, elle a simplement le nom pet et est portée par étudiants des quelques sociétés neutralistes (c'est-à-dire ni politiques, ni religieuses), qui souhaitent revitaliser les anciens traditions; mais aussi par quelques organisations se rattachant au nationalisme flamand et situées politiquement à droite, comme la KVHV et NSV!. Récemment, ceci est devenu un problème pour les étudiants portant la penne consulaire tout en ayant des opinions belgicistes ou de gauche à qui il arrive d'être taxé injustement de nazis ou de sales flaminguants.

### Pennes de sociétés secrètes
À l'ULB, plusieurs amicales (e.g. le Phallus, les Chéloniens, les Ridiculement Minables Chiffonniers, etc.), possèdent leur propre penne réservée à leurs membres et donc non liée au baptême estudiantin. Rarement, voire jamais, portées en public et du fait du secret entourant ces organisations estudiantines, peu de détails sont connus sur ces pennes particulières. Ainsi, une des seules rares occasions où elles sont portées au grand jour s'avère être le matin de la Saint-Verhaegen à la sortie des discours officiels lorsque ces sociétés distribuent leur journal de St V.
- L'Ordre des Frères Macchabées: la penne est noire à bordereau noir. Sur son sommet, on peut lire les lettres rouges "M.A.K.B." surmontées d'un "13" dans un triangle rouge. À l'avant, on retrouve un crâne rouge inscrit dans un cercle. La visière est toujours courte (3 cm) et les étoiles sont dorées.
- L'Ordre des frères coquillards : la penne est bordeaux à bordereau bleu nuit. Sur le sommet, un "C" bleu nuit est brodé à l'intérieur d'un triangle. La visière est toujours courte (3 cm) et les étoiles sont dorées. L'apparence de cette penne reprend l'apparence des couvre-chefs de l'Ordre des Truands (dont un "T" remplaçait le "C" sur calot), ordre éteint dont les Coquillards se revendiquent successeurs.
- L'Ordre des frères gastéréens: la penne est noire à bordereau vert foncé (velours), tandis que les étoiles sont dorées. À l'avant se trouve un grand "I" (ou 1) dans un triangle vert. La visière est toujours courte (3 cm).
- L'Ordre de la Kasteel : la penne est brun clair à bordereau noir, avec à l'avant un grand "K" brodé, à l'intérieur duquel on peut lire le chiffre "XI". Sur le sommet de la penne est brodé un triangle noir avec à l'intérieur les lettres "P.B.S.K.M." (Pilsa Bona Sed Kasteel Meliora). La visière est courte (3 cm) et les étoiles sont argentées.
- L'Ordre des HOLA : la penne est ordinaire (blanche à l'origine) à bordereau de la couleur de faculté de l'étudiant, la visière se voit offrir un autocollant avec l'emblème de l'ordre. Avec plus de chance c'est le calot qui reçoit un pins.

Des étoiles ou boulons sont souvent fixées sur la bande. Il s'agirait, dans certains cas, plus de l'expression d'un grade initiatique que du nombre d'années d'étude[réf. nécessaire].

### Mütze

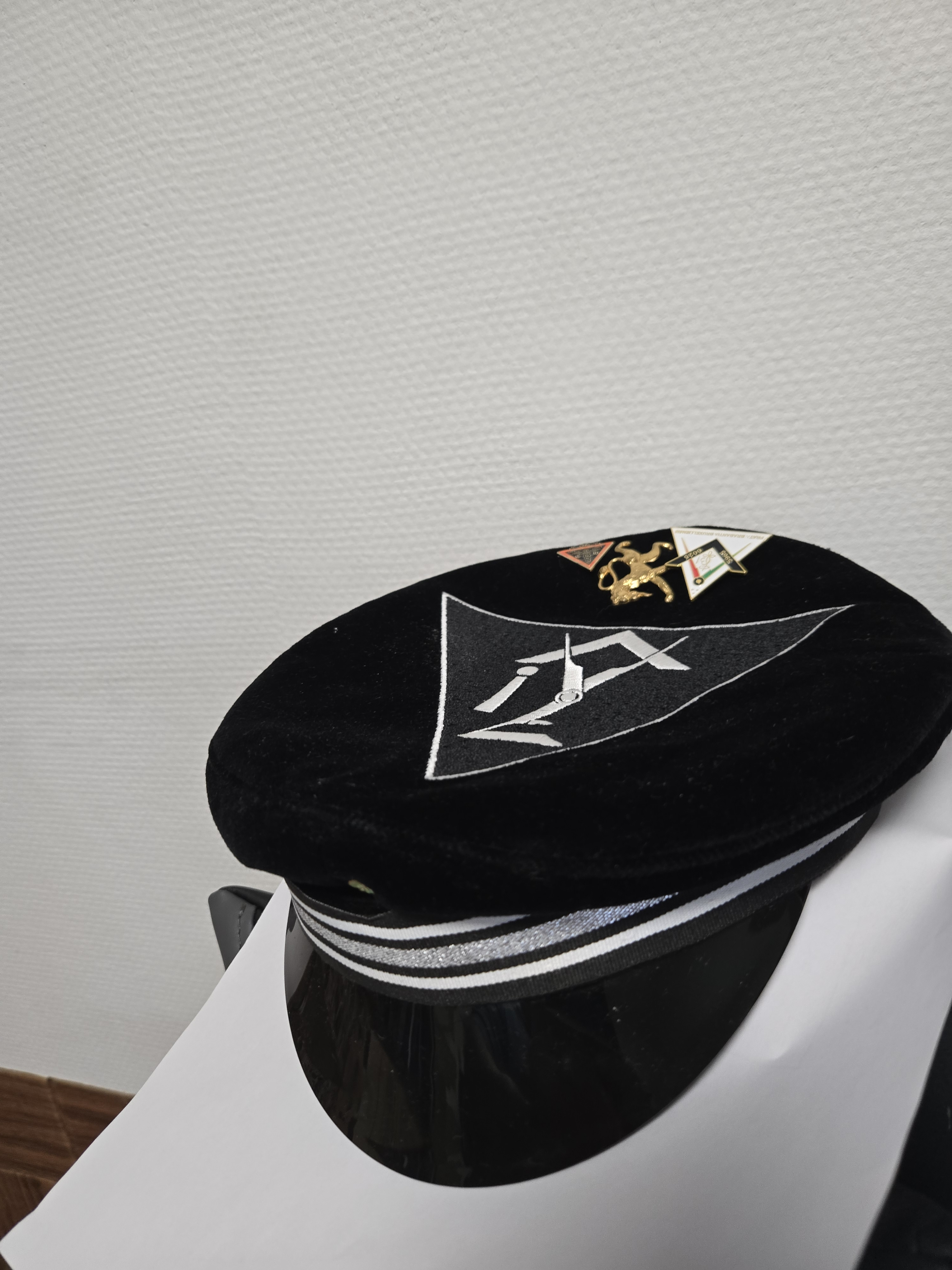
Couvre chef corporatif OEEV

En 2024 fût fondé Le Studiosum Ordinem Filiorum Viduae, Simultanément dans 3 pays d'Europe, La Belgique, La France et l'Allemagne. L'ordre est européen mais basé pour l'instant à Bruxelles. C'est un Ordre Discret et non Secret. Qui cherche à maintenir vivace les valeurs europennes, d'humanisme et de solidarité présentent dans les folklores locaux. La Mütze à été portée la première fois à Louvain-La-Neuve à l'ENCBW par des anciens. Ensuite à l'ULG, et St-Julienne. 

### Alto
En 1988, est apparue une bizarrerie dans l'univers dichotomique de la penne et de la calotte : l'alto.
Il s'agit d'un calot de tissu gris clair, fruit d'un consensus réunissant des deux principaux folklores bruxellois: la penne et la calotte. En effet, bien que né à HEC Saint-Louis (ISC Saint-Louis), une école issue de l'Université Saint-Louis - Bruxelles (établissement rattaché, à l'origine, à l'UCL), les étudiants baptisés voulant créer le CEA provenaient tous des baptêmes de l'ULB.
Quelques années plus tard, l'ajout d'une visière fut accepté et rentra dans les usages. Dès lors, l'alto se présente le plus souvent comme une penne dont la toile est grise. L'alto disparut lors de l'intégration de l'ISC Saint-Louis au sein de l'ICHEC, fondé par des membres de l'Université Saint-Louis - Bruxelles, et fut ainsi remplacée par la calotte.

## Fabrication
Il n'y a pas de fabricant "officiel" de pennes. Cependant, plusieurs artisans se proposent de les fabriquer, notamment la Maison de la Casquette depuis 1927 (Fermé en 2025), située rue de Flandre, à Bruxelles et fondée en 1890 et Dhaenens-Lammens situé à Schaerbeek.